# Stop (singel Omara Nabera)
Stop – singiel słoweńskiego piosenkarza Omara Nabera napisany przez samego artystę we współpracy z Uršą Vlašič, wydany jako singiel w 2005 roku oraz promujący jego debiutancką płytę studyjną zatytułowaną Omar z 2006 roku.
W 2005 roku utwór został zakwalifikowany jako jedna z czternastu propozycji (wybranych spośród 103 zgłoszeń) do finału krajowych eliminacji eurowizyjnych EMA 2005, który odbył się 6 lutego. Piosenka została zaprezentowana przez Nabera jako piąta w kolejności podczas koncertu finałowego i ostatecznie wygrała eliminacje po zdobyciu łącznie 29 945 głosów od telewidzów, dzięki czemu została wybrana na propozycję reprezentującą Słowenię w 50. Konkursie Piosenki Eurowizji rozgrywanego w Kijowie. 19 maja numer został zaprezentowany przez reprezentantów w półfinale widowiska i zajął ostatecznie dwunaste miejsce z 69 punktami na koncie, przez co nie awansował do finału.
W marcu premierę miał oficjalny teledysk do piosenki, który został zaprezentowany po raz pierwszy w trakcie programu telewizyjnego Nikoli ob desetih.

## Lista utworów
CD single
1. „Stop”
2. „On My Own”
3. „Stop” (Instrumental Version)